# Scherma ai Giochi della XVII Olimpiade - Spada individuale maschile
La competizione della spada individuale  maschile  di scherma ai Giochi della XVII Olimpiade si tenne nei giorni 5 e 6 settembre 1960 al Palazzo dei Congressi di Roma.

## Programma
| Data             | Round            | Note                                       |
| ---------------- | ---------------- | ------------------------------------------ |
| 5 settembre 1960 | 1º turno         | 12 gruppi i primi tre passano il turno.    |
| 5 settembre 1960 | 2º turno         | 6 gruppi i primi quattro passano il turno. |
| 6 settembre 1960 | Quarti di finale | 4 gruppi i primi tre passano il turno.     |
| 6 settembre 1960 | Semifinali       | 2 gruppi i primi quattro passano il turno. |
| 6 settembre 1960 | Girone finale    |                                            |

## Risultati

### Primo turno
| Pos. | Atleta            | Nazione       | Vittorie | SF   | SC   | Incontri | Incontri | Incontri | Incontri | Incontri | Incontri | Barrage |
| Pos. | Atleta            | Nazione       | Vittorie | SF   | SC   | GUI      | PIC      | GON      | ECH      | BAR      | ElG      | Barrage |
| ---- | ----------------- | ------------- | -------- | ---- | ---- | -------- | -------- | -------- | -------- | -------- | -------- | ------- |
| 1    | Jacques Guittet   | Francia       | 4        | 23   | 10   | X        | 3-5      | 5-3      | 5-1      | 5-1      | 5-0      |         |
| 2    | Brian Pickworth   | Nuova Zelanda | 4        | 21   | 14   | 5-3      | X        | 1-5      | 5-2      | 5-3      | 5-1      |         |
| 3    | Bogdan Gonsior    | Polonia       | 3+1      | 22+5 | 16+4 | 3-5      | 5-1      | X        | 4-5      | 5-2      | 5-3      | 5-4     |
| 4    | Emilio Echeverry  | Colombia      | 3+0      | 18+4 | 19+5 | 1-5      | 2-5      | 5-4      | X        | 5-2      | 5-3      | 4-5     |
| 5    | Raoul Barouch     | Tunisia       | 1        | 13   | 23   | 1-5      | 3-5      | 2-5      | 2-5      | X        | 5-3      |         |
| 6    | Charles El-Gressy | Marocco       | 0        | 10   | 25   | 0-5      | 1-5      | 3-5      | 3-5      | 3-5      | X        |         |

| Pos. | Atleta          | Nazione    | Vittorie | SF | SC | Incontri | Incontri | Incontri | Incontri | Incontri | Incontri |
| Pos. | Atleta          | Nazione    | Vittorie | SF | SC | SÁK      | ACH      | FER      | CZA      | LAG      | XUA      |
| ---- | --------------- | ---------- | -------- | -- | -- | -------- | -------- | -------- | -------- | -------- | -------- |
| 1    | József Sákovics | Ungheria   | 4        | 20 | 11 | X        | ND       | 5-4      | 5-2      | 5-4      | 5-1      |
| 2    | Roger Achten    | Belgio     | 4        | 20 | 11 | ND       | X        | 5-4      | 5-1      | 5-4      | 5-2      |
| 3    | José Ferreira   | Portogallo | 3        | 23 | 19 | 4-5      | 4-5      | X        | 5-3      | 5-4      | 5-2      |
| 4    | Kaj Czarnecki   | Finlandia  | 2        | 16 | 21 | 2-5      | 1-5      | 3-5      | X        | 5-4      | 5-2      |
| 5    | Hans Lagerwall  | Svezia     | 1        | 21 | 21 | 4-5      | 4-5      | 4-5      | 4-5      | X        | 5-1      |
| 6    | Trần Văn Xuan   | Vietnam    | 0        | 8  | 25 | 1-5      | 2-5      | 2-5      | 2-5      | 1-5      | X        |

| Pos. | Atleta             | Nazione     | Vittorie | SF | SC | Incontri | Incontri | Incontri | Incontri | Incontri | Incontri | Incontri | Incontri |
| Pos. | Atleta             | Nazione     | Vittorie | SF | SC | TAB      | PEL      | MIC      | MAR      | CAR      | POL      | SEB      |          |
| ---- | ------------------ | ----------- | -------- | -- | -- | -------- | -------- | -------- | -------- | -------- | -------- | -------- | -------- |
| 1    | Kazuhiko Tabuchi   | Giappone    | 5        | 26 | 18 | X        | 5-3      | 1-5      | 5-4      | 5-0      | 5-3      | 5-3      |          |
| 2    | Alberto Pellegrino | Italia      | 4        | 26 | 17 | 3-5      | X        | 3-5      | 5-1      | 5-0      | 5-3      | 5-3      |          |
| 3    | David Micahnik     | Stati Uniti | 4        | 23 | 16 | 5-1      | 5-3      | X        | 5-2      | 2-5      | 1-5      | 5-0      |          |
| 4    | Raúl Martínez      | Argentina   | 3        | 22 | 19 | 4-5      | 1-5      | 2-5      | X        | 5-1      | 5-2      | 5-1      |          |
| 5    | George Carpenter   | Irlanda     | 3        | 16 | 24 | 0-5      | 0-5      | 5-2      | 1-5      | X        | 5-4      | 5-3      |          |
| 6    | Claudio Polledri   | Svizzera    | 2        | 22 | 24 | 3-5      | 3-5      | 5-1      | 2-5      | 4-5      | X        | 5-3      |          |
| 7    | Abderrahman Sebti  | Marocco     | 0        | 13 | 30 | 3-5      | 3-5      | 0-5      | 1-5      | 3-5      | 3-5      | X        |          |

| Pos. | Atleta                  | Nazione       | Vittorie | SF | SC | Incontri | Incontri | Incontri | Incontri | Incontri | Incontri |
| Pos. | Atleta                  | Nazione       | Vittorie | SF | SC | KAU      | BRE      | PEL      | SAY      | RAM      | MAR      |
| ---- | ----------------------- | ------------- | -------- | -- | -- | -------- | -------- | -------- | -------- | -------- | -------- |
| 1    | István Kausz            | Ungheria      | 4        | 20 | 10 | X        | 5-2      | 5-3      | 5-3      | 5-2      | ND       |
| 2    | Giovanni Battista Breda | Italia        | 3        | 19 | 12 | 2-5      | X        | 2-5      | 5-1      | 5-0      | 5-1      |
| 3    | John Pelling            | Gran Bretagna | 3        | 20 | 16 | 3-5      | 5-2      | X        | 5-2      | 5-2      | 2-5      |
| 4    | Michel Saykali          | Libano        | 1        | 11 | 18 | 3-5      | 1-5      | 2-5      | X        | ND       | 5-3      |
| 5    | Benito Ramos            | Messico       | 1        | 9  | 17 | 2-5      | 0-5      | 2-5      | ND       | X        | 5-2      |
| 6    | Manuel Martínez         | Spagna        | 1        | 11 | 17 | ND       | 1-5      | 5-2      | 3-5      | 2-5      | X        |

| Pos. | Atleta           | Nazione     | Vittorie | SF    | SC   | Incontri | Incontri | Incontri | Incontri | Incontri | Incontri | Barrage | Barrage | Barrage |
| Pos. | Atleta           | Nazione     | Vittorie | SF    | SC   | DEL      | GNA      | DEH      | SPI      | PAK      | KLE      | DEH     | SPI     | PAK     |
| ---- | ---------------- | ----------- | -------- | ----- | ---- | -------- | -------- | -------- | -------- | -------- | -------- | ------- | ------- | ------- |
| 1    | Giuseppe Delfino | Italia      | 5        | 25    | 9    | X        | 5-0      | 5-2      | 5-3      | 5-2      | 5-2      |         |         |         |
| 2    | Paul Gnaier      | Germania    | 3        | 19    | 18   | 0-5      | X        | 5-1      | 4-5      | 5-3      | 5-4      |         |         |         |
| 3    | François Dehez   | Belgio      | 2+2      | 16+10 | 19+6 | 2-5      | 1-5      | X        | 5-1      | 3-5      | 5-3      | X       | 5-4     | 5-2     |
| 4    | Ralph Spinella   | Stati Uniti | 2+0      | 16+4  | 23+5 | 3-5      | 5-4      | 1-5      | X        | 5-4      | 2-5      | 4-5     | X       | ND      |
| 5    | Kalevi Pakarinen | Finlandia   | 2+0      | 19+2  | 18+5 | 2-5      | 3-5      | 5-3      | 4-5      | X        | 5-0      | 2-5     | ND      | X       |
| 6    | Leif Klette      | Norvegia    | 1        | 14    | 22   | 2-5      | 4-5      | 3-5      | 5-2      | 0-5      | X        |         |         |         |

| Pos. | Atleta            | Nazione          | Vittorie | SF | SC | Incontri | Incontri | Incontri | Incontri | Incontri | Incontri | Incontri | Incontri |
| Pos. | Atleta            | Nazione          | Vittorie | SF | SC | HAB      | KUR      | AME      | SCH      | HAR      | BLA      | SIM      |          |
| ---- | ----------------- | ---------------- | -------- | -- | -- | -------- | -------- | -------- | -------- | -------- | -------- | -------- | -------- |
| 1    | Bruno Habārovs    | Unione Sovietica | 5        | 26 | 11 | X        | ND       | 6-5      | 5-2      | 5-1      | 5-1      | 5-2      |          |
| 2    | Janusz Kurczab    | Polonia          | 4        | 22 | 17 | ND       | X        | 1-5      | 5-3      | 5-2      | 6-5      | 5-2      |          |
| 3    | Jules Amez-Droz   | Svizzera         | 4        | 28 | 20 | 5-6      | 5-1      | X        | 5-3      | 5-2      | 3-5      | 5-3      |          |
| 4    | Robert Schiel     | Lussemburgo      | 2        | 18 | 17 | 2-5      | 3-5      | 3-5      | X        | ND       | 5-1      | 5-1      |          |
| 5    | Abbes Harchi      | Marocco          | 2        | 15 | 19 | 1-5      | 2-5      | 2-5      | ND       | X        | 5-4      | 5-0      |          |
| 6    | Christopher Bland | Irlanda          | 1        | 16 | 24 | 1-5      | 5-6      | 5-3      | 1-5      | 4-5      | X        | ND       |          |
| 7    | John Simpson      | Australia        | 0        | 8  | 25 | 2-5      | 2-5      | 3-5      | 1-5      | 0-5      | ND       | X        |          |

| Pos. | Atleta                | Nazione       | Vittorie | SF   | SC    | Incontri | Incontri | Incontri | Incontri | Incontri | Incontri | Incontri | Barrage | Barrage | Barrage |
| Pos. | Atleta                | Nazione       | Vittorie | SF   | SC    | JAY      | FÄN      | REH      | ANN      | MEN      | ORE      | DUQ      | FÄN     | REH     | ANN     |
| ---- | --------------------- | ------------- | -------- | ---- | ----- | -------- | -------- | -------- | -------- | -------- | -------- | -------- | ------- | ------- | ------- |
| 1    | Allan Jay             | Gran Bretagna | 5        | 29   | 15    | X        | 5-1      | 6-5      | 3-5      | 5-2      | 5-1      | 5-1      |         |         |         |
| 2    | Dieter Fänger         | Germania      | 4+1      | 25+5 | 16+2  | 1-5      | X        | 4-5      | 5-4      | 5-0      | 5-2      | 5-0      | X       | ND      | 5-2     |
| 3    | Berndt-Otto Rehbinder | Svezia        | 4+1      | 26+5 | 17+3  | 5-6      | 5-4      | X        | 5-0      | 1-5      | 5-0      | 5-2      | ND      | X       | 5-3     |
| 4    | Ali Annabi            | Tunisia       | 4+0      | 24+5 | 21+10 | 5-3      | 4-5      | 0-5      | X        | 5-4      | 5-4      | 5-0      | 2-5     | 3-5     | X       |
| 5    | Abelardo Menéndez     | Cuba          | 2        | 19   | 25    | 2-5      | 0-5      | 5-1      | 4-5      | X        | 3-5      | 5-4      |         |         |         |
| 6    | Gilbert Orengo        | Monaco        | 2        | 17   | 27    | 1-5      | 2-5      | 0-5      | 4-5      | 5-3      | X        | 5-4      |         |         |         |
| 7    | Jaime Duque           | Colombia      | 0        | 11   | 30    | 1-5      | 0-5      | 2-5      | 0-5      | 4-5      | 4-5      | X        |         |         |         |

| Pos. | Atleta             | Nazione          | Vittorie | SF    | SC   | Incontri | Incontri | Incontri | Incontri | Incontri | Incontri | Barrage | Barrage | Barrage |
| Pos. | Atleta             | Nazione          | Vittorie | SF    | SC   | CHE      | FER      | NEU      | DWI      | FUJ      | BIN      | NEU     | DWI     | FUJ     |
| ---- | ------------------ | ---------------- | -------- | ----- | ---- | -------- | -------- | -------- | -------- | -------- | -------- | ------- | ------- | ------- |
| 1    | Arnol'd Černuševič | Unione Sovietica | 5        | 25    | 9    | X        | 5-1      | 5-2      | 5-2      | 5-2      | 5-2      |         |         |         |
| 2    | José Fernandes     | Portogallo       | 4        | 21    | 13   | 1-5      | X        | 5-2      | 5-2      | 5-3      | 5-1      |         |         |         |
| 3    | Georg Neuber       | Germania         | 2+2      | 19+10 | 19+8 | 2-5      | 2-5      | X        | 5-6      | 5-1      | 5-2      | X       | 5-4     | 5-4     |
| 4    | Max Dwinger        | Paesi Bassi      | 2+0      | 18+4  | 21+5 | 2-5      | 2-5      | 6-5      | X        | 3-5      | 5-1      | 4-5     | X       | ND      |
| 5    | Sonosuke Fujimaki  | Giappone         | 2+0      | 16+4  | 19+5 | 2-5      | 3-5      | 1-5      | 5-3      | X        | 5-1      | 4-5     | ND      | X       |
| 6    | Henri Bini         | Monaco           | 0        | 7     | 25   | 2-5      | 1-5      | 2-5      | 1-5      | 1-5      | X        |         |         |         |

| Pos. | Atleta             | Nazione          | Vittorie | SF | SC | Incontri | Incontri | Incontri | Incontri | Incontri | Incontri | Incontri | Incontri |
| Pos. | Atleta             | Nazione          | Vittorie | SF | SC | BAL      | KOS      | WII      | RAM      | ROL      | SOE      | DÍE      |          |
| ---- | ------------------ | ---------------- | -------- | -- | -- | -------- | -------- | -------- | -------- | -------- | -------- | -------- | -------- |
| 1    | Alberto Balestrini | Argentina        | 6        | 30 | 16 | X        | 5-3      | 5-2      | 5-2      | 5-4      | 5-1      | 5-4      |          |
| 2    | Guram Kostava      | Unione Sovietica | 4        | 23 | 14 | 3-5      | X        | ND       | 5-3      | 5-2      | 5-0      | 5-4      |          |
| 3    | Rolf Wiik          | Finlandia        | 4        | 22 | 13 | 2-5      | ND       | X        | 5-2      | 5-3      | 5-0      | 5-3      |          |
| 4    | Mohamed Ramadan    | Libano           | 2        | 17 | 20 | 2-5      | 3-5      | 2-5      | X        | ND       | 5-2      | 5-3      |          |
| 5    | Angel Roldán       | Messico          | 1        | 16 | 24 | 4-5      | 2-5      | 3-5      | ND       | X        | 2-5      | 5-4      |          |
| 6    | Andreas Soeratman  | Indonesia        | 1        | 8  | 22 | 1-5      | 0-5      | 0-5      | 2-5      | 5-2      | X        | ND       |          |
| 7    | Jesús Díez         | Spagna           | 0        | 18 | 25 | 4-5      | 4-5      | 3-5      | 3-5      | 4-5      | ND       | X        |          |

| Pos. | Atleta              | Nazione     | Vittorie | SF   | SC   | Incontri | Incontri | Incontri | Incontri | Incontri | Incontri | Incontri | Barrage |
| Pos. | Atleta              | Nazione     | Vittorie | SF   | SC   | GUR      | GUT      | GLO      | MAR      | BRA      | DeA      | OZA      | Barrage |
| ---- | ------------------- | ----------- | -------- | ---- | ---- | -------- | -------- | -------- | -------- | -------- | -------- | -------- | ------- |
| 1    | Adalbert Gurath Jr. | Romania     | 5        | 27   | 15   | X        | 5-3      | 2-5      | 5-1      | 5-1      | 5-3      | 5-2      |         |
| 2    | Eddi Gutenkauf      | Lussemburgo | 5        | 28   | 19   | 3-5      | X        | 5-3      | 5-4      | 5-2      | 5-1      | 5-4      |         |
| 3    | Wiesław Glos        | Polonia     | 4+1      | 24+5 | 14+3 | 5-2      | 3-5      | X        | 1-5      | 5-1      | 5-1      | 5-0      | 5-3     |
| 4    | James Margolis      | Stati Uniti | 4+0      | 25+3 | 18+5 | 1-5      | 4-5      | 5-1      | X        | 5-2      | 5-3      | 5-2      | 3-5     |
| 5    | Norbert Brami       | Tunisia     | 1        | 11   | 28   | 1-5      | 2-5      | 1-5      | 2-5      | X        | 5-3      | 0-5      |         |
| 6    | José de Albuquerque | Portogallo  | 1        | 16   | 27   | 3-5      | 1-5      | 1-5      | 3-5      | 3-5      | X        | 5-2      |         |
| 7    | Tsugeo Ozawa        | Giappone    | 1        | 15   | 25   | 2-5      | 4-5      | 0-5      | 2-5      | 5-0      | 2-5      | X        |         |

| 1 | Yves Dreyfus      | Francia       | 5   | 32    | 22   | X   | 5-3 | 5-3 | 5-2 | 7-6 | 5-6 | 5-2 |     |     |     |
| 2 | Ibrahim Osman     | Libano        | 4   | 26    | 25   | 3-5 | X   | 3-5 | 5-4 | 5-3 | 5-4 | 5-4 |     |     |     |
| 3 | Bill Hoskyns      | Gran Bretagna | 3+2 | 23+10 | 23+6 | 3-5 | 5-3 | X   | 5-3 | 3-5 | 2-5 | 5-2 | X   | 5-3 | 5-3 |
| 4 | Roger Theisen     | Lussemburgo   | 3+0 | 24+3  | 25+5 | 2-5 | 4-5 | 3-5 | X   | 5-3 | 5-4 | 5-3 | 3-5 | X   | ND  |
| 5 | Richard Stone     | Australia     | 3+0 | 28+3  | 27+5 | 6-7 | 3-5 | 5-3 | 3-5 | X   | 6-5 | 5-2 | 3-5 | ND  | X   |
| 6 | Michel Steininger | Svizzera      | 2   | 27    | 28   | 6-5 | 4-5 | 5-2 | 4-5 | 5-6 | X   | 3-5 |     |     |     |
| 7 | Pedro Cabrera     | Spagna        | 1   | 18    | 28   | 2-5 | 4-5 | 2-5 | 3-5 | 2-5 | 5-3 | X   |     |     |     |

| Pos. | Atleta                 | Nazione   | Vittorie | SF   | SC   | Incontri | Incontri | Incontri | Incontri | Incontri | Incontri | Incontri | Barrage |
| Pos. | Atleta                 | Nazione   | Vittorie | SF   | SC   | MOU      | GÁB      | ABR      | ALM      | VAN      | HAC      | KEA      | Barrage |
| ---- | ---------------------- | --------- | -------- | ---- | ---- | -------- | -------- | -------- | -------- | -------- | -------- | -------- | ------- |
| 1    | Armand Mouyal          | Francia   | 5        | 26   | 10   | X        | ND       | 5-2      | 6-5      | 5-1      | 5-1      | 5-1      |         |
| 2    | Tamás Gábor            | Ungheria  | 4        | 22   | 17   | ND       | X        | 5-4      | 2-5      | 5-3      | 5-2      | 5-3      |         |
| 3    | Göran Abrahamsson      | Svezia    | 3+1      | 25+5 | 24+3 | 2-5      | 4-5      | X        | 5-4      | 5-2      | 4-5      | 5-3      | 5-3     |
| 4    | Antonio Almada         | Messico   | 3+0      | 26+3 | 23+5 | 5-6      | 5-2      | 4-5      | X        | 2-5      | 5-4      | 5-1      | 3-5     |
| 5    | René Van Den Driessche | Belgio    | 2        | 19   | 26   | 1-5      | 3-5      | 2-5      | 5-2      | X        | 3-5      | 5-4      |         |
| 6    | Keith Hackshall        | Australia | 2        | 21   | 27   | 1-5      | 2-5      | 5-4      | 4-5      | 5-3      | X        | 4-5      |         |
| 7    | Tom Kearney            | Irlanda   | 1        | 17   | 29   | 1-5      | 3-5      | 3-5      | 1-5      | 4-5      | 5-4      | X        |         |

### Secondo turno
| Pos. | Atleta                  | Nazione       | Vittorie | SF | SC | Incontri | Incontri | Incontri | Incontri | Incontri | Incontri |
| Pos. | Atleta                  | Nazione       | Vittorie | SF | SC | NEU      | GUI      | BRE      | JAY      | FER      | MIC      |
| ---- | ----------------------- | ------------- | -------- | -- | -- | -------- | -------- | -------- | -------- | -------- | -------- |
| 1    | Georg Neuber            | Germania      | 4        | 21 | 15 | X        | 5-3      | 1-5      | 5-1      | 5-4      | 5-2      |
| 2    | Jacques Guittet         | Francia       | 3        | 18 | 10 | 3-5      | X        | ND       | 5-3      | 5-1      | 5-1      |
| 3    | Giovanni Battista Breda | Italia        | 3        | 18 | 9  | 5-1      | ND       | X        | 5-1      | 3-5      | 5-2      |
| 4    | Allan Jay               | Gran Bretagna | 2        | 15 | 19 | 1-5      | 3-5      | 1-5      | X        | 5-1      | 5-3      |
| 5    | José Ferreira           | Portogallo    | 1        | 16 | 24 | 4-5      | 1-5      | 5-3      | 1-5      | X        | 5-6      |
| 6    | David Micahnik          | Stati Uniti   | 1        | 14 | 25 | 2-5      | 1-5      | 2-5      | 3-5      | 6-5      | X        |

| Pos. | Atleta             | Nazione       | Vittorie | SF | SC | Incontri | Incontri | Incontri | Incontri | Incontri | Incontri |
| Pos. | Atleta             | Nazione       | Vittorie | SF | SC | SÁK      | PEL      | GLO      | ACH      | BAL      | PIC      |
| ---- | ------------------ | ------------- | -------- | -- | -- | -------- | -------- | -------- | -------- | -------- | -------- |
| 1    | József Sákovics    | Ungheria      | 4        | 21 | 13 | X        | 5-4      | ND       | 6-5      | 5-3      | 5-1      |
| 2    | Alberto Pellegrino | Italia        | 3        | 19 | 12 | 4-5      | X        | 5-3      | 5-3      | 5-1      | ND       |
| 3    | Wiesław Glos       | Polonia       | 3        | 18 | 11 | ND       | 3-5      | X        | 5-0      | 5-3      | 5-3      |
| 4    | Roger Achten       | Belgio        | 2        | 18 | 22 | 5-6      | 3-5      | 0-5      | X        | 5-3      | 5-3      |
| 5    | Alberto Balestrini | Argentina     | 1        | 15 | 21 | 3-5      | 1-5      | 3-5      | 3-5      | X        | 5-1      |
| 6    | Brian Pickworth    | Nuova Zelanda | 0        | 8  | 20 | 1-5      | ND       | 3-5      | 3-5      | 1-5      | X        |

| Pos. | Atleta            | Nazione          | Vittorie | SF | SC | Incontri | Incontri | Incontri | Incontri | Incontri | Incontri |
| Pos. | Atleta            | Nazione          | Vittorie | SF | SC | FÄN      | ABR      | DEL      | KOS      | TAB      | DEH      |
| ---- | ----------------- | ---------------- | -------- | -- | -- | -------- | -------- | -------- | -------- | -------- | -------- |
| 1    | Dieter Fänger     | Germania         | 4        | 26 | 20 | X        | 3-5      | 5-1      | 7-6      | 6-5      | 5-3      |
| 2    | Göran Abrahamsson | Svezia           | 3        | 17 | 12 | 5-3      | X        | 2-5      | ND       | 5-3      | 5-1      |
| 3    | Giuseppe Delfino  | Italia           | 3        | 16 | 13 | 1-5      | 5-2      | X        | 5-4      | 5-2      | ND       |
| 4    | Guram Kostava     | Unione Sovietica | 2        | 20 | 19 | 6-7      | ND       | 4-5      | X        | 5-3      | 5-4      |
| 5    | Kazuhiko Tabuchi  | Giappone         | 1        | 18 | 22 | 5-6      | 3-5      | 2-5      | 3-5      | X        | 5-1      |
| 6    | François Dehez    | Belgio           | 0        | 9  | 20 | 3-5      | 1-5      | ND       | 4-5      | 1-5      | X        |

| Pos. | Atleta                | Nazione          | Vittorie | SF | SC | Incontri | Incontri | Incontri | Incontri | Incontri | Incontri |
| Pos. | Atleta                | Nazione          | Vittorie | SF | SC | REH      | CHE      | GÁB      | DRE      | WII      | FER      |
| ---- | --------------------- | ---------------- | -------- | -- | -- | -------- | -------- | -------- | -------- | -------- | -------- |
| 1    | Berndt-Otto Rehbinder | Svezia           | 4        | 20 | 13 | X        | 5-4      | 5-3      | 5-2      | 5-4      | ND       |
| 2    | Arnol'd Černuševič    | Unione Sovietica | 3        | 22 | 19 | 4-5      | X        | 5-4      | 5-4      | 3-5      | 5-1      |
| 3    | Tamás Gábor           | Ungheria         | 3        | 24 | 22 | 3-5      | 4-5      | X        | 5-4      | 7-6      | 5-2      |
| 4    | Yves Dreyfus          | Francia          | 2        | 20 | 21 | 2-5      | 4-5      | 4-5      | X        | 5-3      | 5-3      |
| 5    | Rolf Wiik             | Finlandia        | 2        | 23 | 23 | 4-5      | 5-3      | 6-7      | 3-5      | X        | 5-3      |
| 6    | José Fernandes        | Portogallo       | 0        | 9  | 20 | ND       | 1-5      | 2-5      | 3-5      | 3-5      | X        |

| Pos. | Atleta         | Nazione          | Vittorie | SF | SC | Incontri | Incontri | Incontri | Incontri | Incontri | Incontri |
| Pos. | Atleta         | Nazione          | Vittorie | SF | SC | HAB      | GNA      | KAU      | GON      | PEL      | GUT      |
| ---- | -------------- | ---------------- | -------- | -- | -- | -------- | -------- | -------- | -------- | -------- | -------- |
| 1    | Bruno Habārovs | Unione Sovietica | 3        | 19 | 15 | X        | ND       | 5-3      | 6-5      | 3-5      | 5-2      |
| 2    | Paul Gnaier    | Germania         | 3        | 16 | 14 | ND       | X        | 5-4      | 1-5      | 5-2      | 5-3      |
| 3    | István Kausz   | Ungheria         | 3        | 22 | 12 | 3-5      | 4-5      | X        | 5-1      | 5-1      | 5-0      |
| 4    | Bogdan Gonsior | Polonia          | 3        | 21 | 17 | 5-6      | 5-1      | 1-5      | X        | 5-1      | 5-4      |
| 5    | John Pelling   | Gran Bretagna    | 1        | 9  | 18 | 5-3      | 2-5      | 1-5      | 1-5      | X        | ND       |
| 6    | Eddi Gutenkauf | Lussemburgo      | 0        | 9  | 20 | 2-5      | 3-5      | 0-5      | 4-5      | ND       | X        |

| Pos. | Atleta              | Nazione       | Vittorie | SF   | SC   | Incontri | Incontri | Incontri | Incontri | Incontri | Incontri | Barrage |
| Pos. | Atleta              | Nazione       | Vittorie | SF   | SC   | KUR      | GUR      | HOS      | MOU      | AME      | OSM      | Barrage |
| ---- | ------------------- | ------------- | -------- | ---- | ---- | -------- | -------- | -------- | -------- | -------- | -------- | ------- |
| 1    | Janusz Kurczab      | Polonia       | 4        | 20   | 11   | X        | 0-5      | 5-0      | 5-1      | 5-2      | 5-3      |         |
| 2    | Adalbert Gurath Jr. | Romania       | 3        | 20   | 17   | 5-0      | X        | 0-5      | 5-2      | 6-5      | 4-5      |         |
| 3    | Bill Hoskyns        | Gran Bretagna | 3        | 20   | 18   | 0-5      | 5-0      | X        | 6-5      | 4-5      | 5-3      |         |
| 4    | Armand Mouyal       | Francia       | 2+1      | 18+5 | 21+3 | 1-5      | 2-5      | 5-6      | X        | 5-3      | 5-2      | 5-3     |
| 5    | Jules Amez-Droz     | Svizzera      | 2+0      | 20+3 | 23+5 | 2-5      | 5-6      | 5-4      | 3-5      | X        | 5-3      | 3-5     |
| 6    | Ibrahim Osman       | Libano        | 1        | 16   | 24   | 3-5      | 5-4      | 3-5      | 2-5      | 3-5      | X        |         |

### Quarti di finale
| Pos. | Atleta                  | Nazione          | Vittorie | SF   | SC    | Incontri | Incontri | Incontri | Incontri | Incontri | Incontri | Barrage | Barrage | Barrage |
| Pos. | Atleta                  | Nazione          | Vittorie | SF   | SC    | BRE      | HAB      | JAY      | KUR      | GÁB      | ABR      | HAB     | JAY     | KUR     |
| ---- | ----------------------- | ---------------- | -------- | ---- | ----- | -------- | -------- | -------- | -------- | -------- | -------- | ------- | ------- | ------- |
| 1    | Giovanni Battista Breda | Italia           | 4        | 25   | 20    | X        | 6-5      | 4-5      | 5-2      | 5-4      | 5-4      |         |         |         |
| 2    | Bruno Habārovs          | Unione Sovietica | 3+1      | 24+5 | 24+1  | 5-6      | X        | 6-5      | 2-5      | 6-5      | 5-3      | X       | ND      | 5-1     |
| 3    | Allan Jay               | Gran Bretagna    | 3+1      | 21+5 | 21+0  | 5-4      | 5-6      | X        | 5-3      | 5-3      | 1-5      | ND      | X       | 5-0     |
| 4    | Janusz Kurczab          | Polonia          | 3+0      | 20+1 | 18+10 | 2-5      | 5-2      | 3-5      | X        | 5-2      | 5-4      | 1-5     | 0-5     | X       |
| 5    | Tamás Gábor             | Ungheria         | 1        | 19   | 23    | 4-5      | 5-6      | 3-5      | 2-5      | X        | 5-2      |         |         |         |
| 6    | Göran Abrahamsson       | Svezia           | 1        | 18   | 21    | 4-5      | 3-5      | 5-1      | 4-5      | 2-5      | X        |         |         |         |

| Pos. | Atleta             | Nazione          | Vittorie | SF | SC | Incontri | Incontri | Incontri | Incontri | Incontri | Incontri |
| Pos. | Atleta             | Nazione          | Vittorie | SF | SC | PEL      | DRE      | KOS      | GON      | NEU      | HOS      |
| ---- | ------------------ | ---------------- | -------- | -- | -- | -------- | -------- | -------- | -------- | -------- | -------- |
| 1    | Alberto Pellegrino | Italia           | 4        | 24 | 14 | X        | 5-3      | 5-1      | 5-2      | 4-5      | 5-3      |
| 2    | Yves Dreyfus       | Francia          | 3        | 18 | 10 | 3-5      | X        | ND       | 5-1      | 5-3      | 5-1      |
| 3    | Guram Kostava      | Unione Sovietica | 3        | 16 | 16 | 1-5      | ND       | X        | 5-3      | 5-4      | 5-4      |
| 4    | Bogdan Gonsior     | Polonia          | 2        | 16 | 19 | 2-5      | 1-5      | 3-5      | X        | 5-2      | 5-2      |
| 5    | Georg Neuber       | Germania         | 2        | 19 | 22 | 5-4      | 3-5      | 4-5      | 2-5      | X        | 5-3      |
| 6    | Bill Hoskyns       | Gran Bretagna    | 0        | 13 | 25 | 3-5      | 1-5      | 4-5      | 2-5      | 3-5      | X        |

| Pos. | Atleta                | Nazione  | Vittorie | SF | SC | Incontri | Incontri | Incontri | Incontri | Incontri | Incontri |
| Pos. | Atleta                | Nazione  | Vittorie | SF | SC | DEL      | KAU      | REH      | GNA      | GLO      | GUI      |
| ---- | --------------------- | -------- | -------- | -- | -- | -------- | -------- | -------- | -------- | -------- | -------- |
| 1    | Giuseppe Delfino      | Italia   | 5        | 25 | 13 | X        | 5-1      | 5-4      | 5-1      | 5-4      | 5-3      |
| 2    | István Kausz          | Ungheria | 3        | 19 | 20 | 1-5      | X        | 5-3      | 3-5      | 5-4      | 5-3      |
| 3    | Berndt-Otto Rehbinder | Svezia   | 3        | 23 | 20 | 4-5      | 3-5      | X        | 5-1      | 6-5      | 5-4      |
| 4    | Paul Gnaier           | Germania | 2        | 16 | 20 | 1-5      | 5-3      | 1-5      | X        | 4-5      | 5-2      |
| 5    | Wiesław Glos          | Polonia  | 1        | 18 | 20 | 4-5      | 4-5      | 5-6      | 5-4      | X        | ND       |
| 6    | Jacques Guittet       | Francia  | 0        | 12 | 20 | 3-5      | 3-5      | 4-5      | 2-5      | ND       | X        |

| Pos. | Atleta              | Nazione          | Vittorie | SF    | SC    | Incontri | Incontri | Incontri | Incontri | Incontri | Incontri | Barrage | Barrage | Barrage | Barrage |
| Pos. | Atleta              | Nazione          | Vittorie | SF    | SC    | MOU      | ACH      | SÁK      | CHE      | GUR      | FÄN      | MOU     | ACH     | SÁK     | CHE     |
| ---- | ------------------- | ---------------- | -------- | ----- | ----- | -------- | -------- | -------- | -------- | -------- | -------- | ------- | ------- | ------- | ------- |
| 1    | Armand Mouyal       | Francia          | 3+2      | 24+15 | 22+10 | X        | 6-5      | 5-3      | 5-6      | 5-3      | 3-5      | X       | 5-6     | 5-4     | 5-0     |
| 2    | Roger Achten        | Belgio           | 3+2      | 23+11 | 21+8  | 5-6      | X        | 3-5      | 5-3      | 5-3      | 5-4      | 6-5     | X       | ND      | 5-3     |
| 3    | József Sákovics     | Ungheria         | 3+1      | 22+9  | 20+9  | 3-5      | 5-3      | X        | 5-4      | 4-5      | 5-3      | 4-5     | ND      | X       | 5-4     |
| 4    | Arnol'd Černuševič  | Unione Sovietica | 3+0      | 25+7  | 25+15 | 6-5      | 3-5      | 4-5      | X        | 6-5      | 6-5      | 0-5     | 3-5     | 4-5     | X       |
| 5    | Adalbert Gurath Jr. | Romania          | 2        | 21    | 23    | 3-5      | 3-5      | 5-4      | 5-6      | X        | 5-3      |         |         |         |         |
| 6    | Dieter Fänger       | Germania         | 1        | 20    | 24    | 5-3      | 4-5      | 3-5      | 5-6      | 3-5      | X        |         |         |         |         |

### Semifinali
| Pos. | Atleta             | Nazione          | Vittorie | SF   | SC   | Incontri | Incontri | Incontri | Incontri | Incontri | Incontri | Barrage |
| Pos. | Atleta             | Nazione          | Vittorie | SF   | SC   | JAY      | HAB      | MOU      | ACH      | PEL      | KAU      | Barrage |
| ---- | ------------------ | ---------------- | -------- | ---- | ---- | -------- | -------- | -------- | -------- | -------- | -------- | ------- |
| 1    | Allan Jay          | Gran Bretagna    | 4        | 23   | 12   | X        | 3-5      | 5-1      | 5-1      | 5-4      | 5-1      |         |
| 2    | Bruno Habārovs     | Unione Sovietica | 3        | 18   | 21   | 5-3      | X        | 5-4      | 2-5      | 1-5      | 5-4      |         |
| 3    | Armand Mouyal      | Francia          | 3        | 21   | 21   | 1-5      | 4-5      | X        | 6-5      | 5-3      | 5-3      |         |
| 4    | Roger Achten       | Belgio           | 2+1      | 19+5 | 21+4 | 1-5      | 5-2      | 5-6      | X        | 3-5      | 5-3      | 5-4     |
| 5    | Alberto Pellegrino | Italia           | 2+0      | 21+4 | 19+5 | 4-5      | 5-1      | 3-5      | 5-3      | X        | 4-5      | 4-5     |
| 6    | István Kausz       | Ungheria         | 1        | 16   | 24   | 1-5      | 4-5      | 3-5      | 3-5      | 5-4      | X        |         |

| 1 | József Sákovics         | Ungheria         | 3   | 23   | 18   | X   | 4-5 | 5-2 | 5-3 | 4-5 | 5-3 |     |     |     |
| 2 | Yves Dreyfus            | Francia          | 3   | 21   | 23   | 5-4 | X   | 6-5 | 0-5 | 5-3 | 5-6 |     |     |     |
| 3 | Giuseppe Delfino        | Italia           | 3   | 24   | 25   | 2-5 | 5-6 | X   | 5-4 | 6-5 | 6-5 |     |     |     |
| 4 | Giovanni Battista Breda | Italia           | 2+1 | 19+9 | 18+6 | 3-5 | 5-0 | 4-5 | X   | 5-3 | 2-5 | X   | 5-1 | 4-5 |
| 5 | Guram Kostava           | Unione Sovietica | 2+1 | 21+6 | 23+7 | 5-4 | 3-5 | 5-6 | 3-5 | X   | 5-3 | 1-5 | X   | 5-2 |
| 6 | Berndt-Otto Rehbinder   | Svezia           | 2+1 | 22+7 | 23+9 | 3-5 | 6-5 | 5-6 | 5-2 | 3-5 | X   | 5-4 | 2-5 | X   |

### Finale
| Pos.    | Atleta                  | Nazione          | Vittorie | SF   | SC   | Incontri | Incontri | Incontri | Incontri | Incontri | Incontri | Incontri | Incontri | Barrage |
| Pos.    | Atleta                  | Nazione          | Vittorie | SF   | SC   | DEL      | JAY      | HAB      | SÁK      | ACH      | DRE      | MOU      | BRE      | Barrage |
| ------- | ----------------------- | ---------------- | -------- | ---- | ---- | -------- | -------- | -------- | -------- | -------- | -------- | -------- | -------- | ------- |
| Oro     | Giuseppe Delfino        | Italia           | 5+1      | 39+5 | 32+2 | X        | 6-5      | 5-2      | 5-6      | 7-6      | 5-6      | 6-5      | 5-2      | 5-2     |
| Argento | Allan Jay               | Gran Bretagna    | 5+0      | 32+2 | 23+5 | 5-6      | X        | 2-5      | 5-2      | 5-4      | 5-2      | 5-2      | 5-2      | 2-5     |
| Bronzo  | Bruno Habārovs          | Unione Sovietica | 4+1      | 32+8 | 31+7 | 2-5      | 5-2      | X        | 6-7      | 5-4      | 6-5      | 3-5      | 5-3      | 8-7     |
| 4       | József Sákovics         | Ungheria         | 4+0      | 32+7 | 30+8 | 6-5      | 2-5      | 7-6      | X        | 5-2      | 3-5      | 5-2      | 4-5      | 7-8     |
| 5       | Roger Achten            | Belgio           | 3        | 31   | 30   | 6-7      | 4-5      | 4-5      | 2-5      | X        | 5-4      | 5-1      | 5-3      |         |
| 6       | Yves Dreyfus            | Francia          | 3        | 30   | 30   | 6-5      | 2-5      | 5-6      | 5-3      | 4-5      | X        | 3-5      | 5-1      |         |
| 7       | Armand Mouyal           | Francia          | 3        | 25   | 30   | 5-6      | 2-5      | 5-3      | 2-5      | 1-5      | 5-3      | X        | 5-3      |         |
| 8       | Giovanni Battista Breda | Italia           | 1        | 19   | 34   | 2-5      | 2-5      | 3-5      | 5-4      | 3-5      | 1-5      | 3-5      | X        |         |